# Grebci
Grebci su naseljeno mjesto u općini Ravno, Federacija Bosne i Hercegovine, BiH.

## Zemljopis
Nalazi se četiri kilometra od entitetske granice s Republikom Srpskom i kilometar i pol od državne granice s Republikom Hrvatskom. Cestom iz Grebaca dolazi se u Žmirek u Hrvatskoj.

## Povijest
Godine 1629. posjetio je Donju Hercegovinu biskup fra Dominik Andrijašević. Tada je bila sva Donja Hercegovina katolička, gusto načičkana župama i crkvama. Prigodom posjeta Donjoj Hercegovini, zabilježio je župe u Popovu polju i među njima župu Kijevo, Beleniće i Grepce u kojoj su crkva i 33 katoličke obitelji.
Do potpisivanja Daytonskog mirovnog sporazuma bilo je u sastavu tadašnje općine Trebinje koja je ušla u sastav Republike Srpske.

## Stanovništvo

### 1991.
Nacionalni sastav stanovništva 1991. godine, bio je sljedeći:
ukupno: 15
- Srbi - 8
- Hrvati - 5
- ostali, nepoznati i neopredijeljeni - 2

### 2013.
Nacionalni sastav stanovništva 2013. godine, bio je sljedeći:
ukupno: 26
- Hrvati - 21
- Srbi - 5